# Ecuador himnusza
A ¡Salve oh patria! Ecuador nemzeti himnusza. A szöveget Juan León Mera költő írta a szenátus kérésére 1865-ben, zenéjét Antonio Neumane szerezte. A himnuszt 1948. szeptember 29-én fogadta el a kongresszus. Hat versszaka és egy refrénje van, általában csak a második versszakot éneklik, előtte és utána a refrénnel.
Salve, Oh Patria

Probléma esetén lásd:Médiafájlok kezelése.

## Rövid szöveg
Coro
¡Salve, Oh Patria, mil veces! ¡Oh Patria,
gloria a ti! ¡Gloria a ti!
Ya tu pecho, tu pecho, rebosa
Gozo y paz ya tu pecho rebosa;
Y tu frente, tu frente radiosa
Más que el sol contemplamos lucir,
Y tu frente, tu frente radiosa
Más que el sol contemplamos lucir.
2da Estrofa
Los primeros los hijos del suelo
Que soberbio, el Pichincha decora
Te aclamaron por siempre señora
Y vertieron su sangre por ti.
Dios miró y aceptó el holocausto
Y esa sangre fue germen fecundo
De otros héroes que atónito el mundo
Vio en tu torno a millares surgir.
A millares surgir, a millares surgir.
Coro

## Teljes szöveg
Coro
¡Salve, Oh Patria, mil veces! ¡Oh Patria,
gloria a ti! Ya tu pecho rebosa
gozo y paz, y tu frente radiosa
más que el sol contemplamos lucir.
I
Indignados tus hijos del yugo
que te impuso la ibérica audacia,
de la injusta y horrenda desgracia
que pesaba fatal sobre ti,
santa voz a los cielos alzaron,
voz de noble y sin par juramento,
de vengarte del monstruo sangriento,
de romper ese yugo servil.
II
Los primeros los hijos del suelo
que, soberbio, el Pichincha decora
te aclamaron por siempre señora
y vertieron su sangre por ti.
Dios miró y aceptó el holocausto,
y esa sangre fue germen fecundo
de otros héroes que, atónito, el mundo
vio en tu torno a millares surgir.
III
Cedió al fin la fiereza española,
y hoy, oh Patria, tu libre existencia
es la noble y magnífica herencia
que nos dio el heroísmo feliz:
de las manos paternas la hubimos,
nadie intente arrancárnosla ahora,
ni nuestra ira excitar vengadora
quiera, necio o audaz, contra si.
IV
De esos héroes el brazo de hierro
nada tuvo invencible la tierra
y del valle a la altísima sierra
se escuchaba el fragor de la lid;
tras la lid la victoria volaba,
libertad tras el triunfo venía,
y al león destrozado se oía
de impotencia y despecho rugir
V
Nadie, oh Patria, lo intente. Las sombras
de tus héroes gloriosos nos miran
y el valor y el orgullo que inspiran
son augurios de triunfos por ti.
Venga el hierro y el plomo fulmíneo,
que a la idea de guerra y venganza
se despierta la heroica pujanza
que hizo al fiero español sucumbir.
VI
Y si nuevas cadenas prepara
la injusticia de bárbara suerte,
¡gran Pichincha! prevén tú la muerte
de la Patria y sus hijos al fin;
hunde al punto en tus hondas entrañas
cuando existe en tu tierra; el tirano
huelle solo cenizas y en vano
busque rastro de ser junto a ti.